# Souheila Yacoub

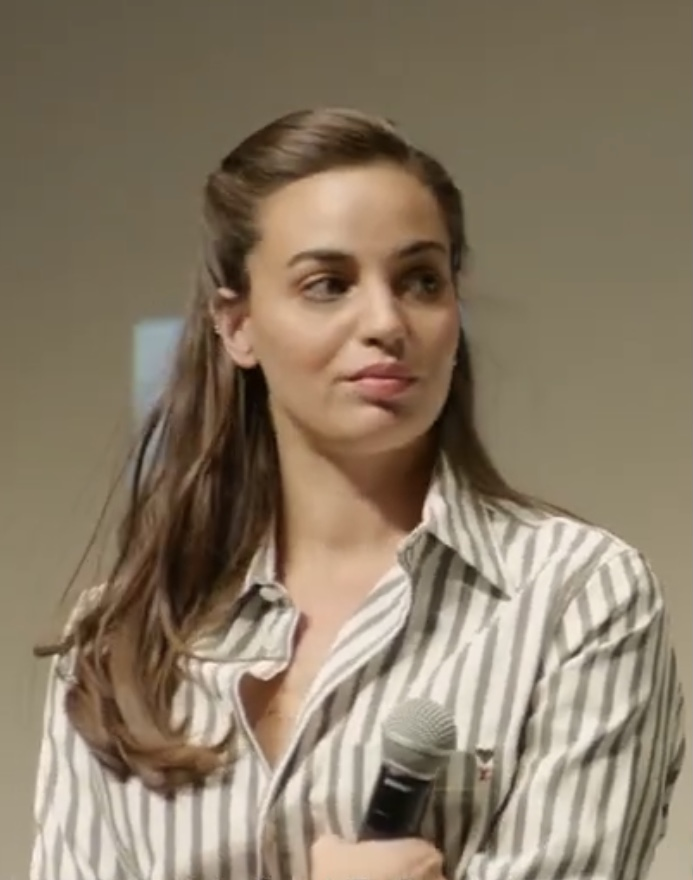
Souheila Yacoub (2021)

Souheila Yacoub (* 29. Juni 1992 in Genf) ist eine Schweizer Schauspielerin und ehemalige Rhythmische Sportgymnastin.

## Leben
Souheila Yacoub wurde als Tochter eines tunesischen Vaters und einer belgischen Mutter in Genf geboren. Sie besuchte ab dem Alter von 12 Jahren die Eidgenössische Hochschule für Sport Magglingen, war im Schweizer Nationalkader für Rhythmische Gymnastik und nahm an mehreren internationalen Wettbewerben teil. 2012 beendete sie ihre sportliche Karriere, wurde zur Miss Suisse romande gewählt und besuchte eine Theater- und Tanzschule in Genf. Anschließend ging sie nach Paris, wo sie den Cours Florent und später das Conservatoire national supérieur d’art dramatique besuchte. Am Theater war sie in Tous les oiseaux von Wajdi Mouawad zu sehen.
Im Film Climax von Gaspar Noé, der 2018 bei den 71. Filmfestspielen von Cannes in der Sektion Quinzaine des réalisateurs gezeigt wurde, spielte sie an der Seite von Sofia Boutella deren Freundin Lou. Für ihre Darstellung der Lou wurde sie im Rahmen der 44. César-Verleihung in die Vorauswahl für die Kategorie Bester Nachwuchsdarsteller aufgenommen.
2019 gehörte sie zur Hauptbesetzung der Serie Les sauvages von Rebecca Zlotowski und Sabri Louatah des Senders Canal+. Im Kriegs- und Familiendrama Kampf um den Halbmond war sie 2020 als Sarya Dogan zu sehen, in der deutschsprachigen Fassung wurde sie von Marie-Isabel Walke synchronisiert. im selben Jahr verkörperte sie in dem im Wettbewerb um den Goldenen Bären auf der 70. Berlinale uraufgeführten Spielfilm Das Salz der Tränen von Philippe Garrel die Rolle der Betsy.
In der Folge 8h – 10 cm über dem Boden der Arte-Serie Bedrängt, bedroht, belästigt – 24 Frauen, 24 Geschichten hatte sie 2021 eine Episodenhauptrolle. Bei den Filmfestspielen von Cannes 2021 war sie in der Sektion Quinzaine des réalisateurs mit den beiden Filmen De bas étage von Yassine Qnia und Entre les vagues von Anaïs Volpé vertreten.
Anfang 2022 war sie im Tanzfilm Das Leben ein Tanz von Cédric Klapisch als Sabrina zu sehen. Im Rahmen der Berlinale 2022 wurde sie als European Shooting Star ausgezeichnet. Im 2024 veröffentlichten Blockbuster Dune: Part Two bekam sie die Rolle der Shishakli. Für den Horrorfilm The Carpenter’s Son mit Nicolas Cage wurde sie für eine Hauptrolle besetzt. In dem bei den Internationalen Filmfestspielen von Venedig 2024 uraufgeführten Filmdrama Planet B – Gefangen in einer anderen Welt von Aude Léa Rapin verkörperte sie die Journalistin Nour. Im September 2024 wurde sie in die Jury des Spielfilmwettbewerbs der 20. Ausgabe des Zurich Film Festivals berufen.

## Filmografie (Auswahl)
- 2016: Plus belle la vie (Fernsehserie)
- 2018: Climax
- 2018: Les Affamés – Die Ausgehungerten (Les affamés)
- 2019: Lomepal: Trop beau (Musikvideo)
- 2019: Les sauvages (Mini-Serie)
- 2019: Chute Libre (Kurzfilm)
- 2020: Das Salz der Tränen (Le sel des larmes)
- 2020: Kampf um den Halbmond (No Man's Land, Fernsehserie)
- 2021: Zwischen den Wellen (Entre les vagues)
- 2021: De bas étage
- 2021: Bedrängt, bedroht, belästigt – 24 Frauen, 24 Geschichten – 8h – 10 cm über dem Boden (H24, 24 h de la vie d'une femme – 8h – 10 cm au dessus du sol, Fernsehserie)
- 2022: Das Leben ein Tanz (En corps)
- 2023: Making Of
- 2023: Dammi (Kurzfilm)
- 2023: Avant l'effondrement
- 2024: Dune: Part Two
- 2024: Balconettes (Les femmes au balcon)
- 2024: Planet B – Gefangen in einer anderen Welt (Planète B)

## Auszeichnungen und Nominierungen
Internationale Filmfestspiele Berlin
- 2022: Auszeichnung als European Shooting Star[10]

César
- 2025: Nominierung als beste Nachwuchsdarstellerin für Planète B[18]